# Палеокастро (дем Горуша)
Вижте пояснителната страница за други значения на Палеокастро.
Палеокастро (на гръцки: Παλαιόκαστρο, катаревуса:  Παλαιόκαστρον, Палеокастрон) е село в Република Гърция, дем Горуша (Войо), област Западна Македония.

## География
Палеокастро е разположено на 880 m надморска височина, в югозападните склонове на планитата Червена гора (Вуринос) на 9 km южно от Сятища. На 1,5 km от селото е пещерата Деспина дупка.

## История

### В Османската империя
В края на XIX век Палеокастро е село в нахия Венци на Османската империя. В църквата „Свети Йоан Предтеча“ има два надписа - в светилището от септември 1834 година, споменаващ митрополит Герасим Гревенски и над главния вход от октомври 1848 година, споменаващ митрополит Йоаникий Гревенски. Църквата „Свети Николай“ в планината Глас е изградена върху основите на по-стар храм.
Според статистиката на Васил Кънчов в 1900 година Палео Кастрон е село в Кожанска каза с 217 жители гърци християни и 215 гърци мохамедани, но на етническата му карта селото е показано като чисто гръцко и в Гревенска каза.
На Етнографската карта на Битолския вилает на Картографския институт в София от 1901 година Палеокастра е смесено гръцко-турско село в Кожанската каза на Серфидженския санджак със 100 къщи.
Според статистика на Серфидженския санджак на гръцкото консулство в Еласона от 1904 година в Палеокастрон (Παλαιόκαστρον), Гревенска каза, живеят 470 гърци елинофони християни.
По данни на секретаря на Българската екзархия Димитър Мишев („La Macédoine et sa Population Chrétienne“) в 1905 година в Палео Кастрон (Paleo-Kastron) има 140 гърци християни.
Жителите на селото участват активно в гръцката въоръжена пропаганда в Македония в началото на XX век.

### В Гърция
През Балканската война в 1912 година в селото влизат гръцки части и след Междусъюзническата в 1913 година Палеокастро остава в Гърция.
Населението традиционно произвежда жито, тютюн и други земеделски продукти, като се занимава и със скотовъдство.
| Име          | Име          | Ново име       | Ново име        | Описание                               |
| ------------ | ------------ | -------------- | --------------- | -------------------------------------- |
| Дзардзора    | Τζαρτζόρα    | Дзардзарас     | Τζαρτζάρας      | връх в Червена гора, СИ от Палеокастро |
| Казания Рахи | Καζάνια Ράχη | Рахи ту Казана | Ράχη τού Καζάνα | връх в Червена гора, З от Палеокастро  |
| Дракоси      | Ντρακόσι     | Валтос         | Βάλτος          |                                        |
| Голна        | Γκόλια       | Гимни          | Γυμνή           | връх в Червена гора, С от Палеокастро  |

| Година    | 1913 | 1920 | 1928 | 1940 | 1951 | 1961 | 1971 | 1981 | 1991 | 2001 | 2011 | 2021 |
| --------- | ---- | ---- | ---- | ---- | ---- | ---- | ---- | ---- | ---- | ---- | ---- | ---- |
| Население | 431  | 342  | 322  | 461  | 424  | 492  | 457  | 426  | 346  | 323  | 239  | 166  |